# Blossom Cup
Il Blossom Cup è un torneo femminile di tennis che si disputa su campi in cemento. L'evento fa parte della categoria ITF Women's Circuit. Si gioca a Quanzhou in Cina dal 2009.

## Albo d'oro

### Singolare
| Anno        | Campionessa             | Finalista               | Punteggio               |
| ----------- | ----------------------- | ----------------------- | ----------------------- |
| 2018        | Zheng Saisai (2)        | Liu Fangzhou            | 6–3, 6–1                |
| 2017        | Zheng Saisai            | Liu Fangzhou            | 6–2, 6–3                |
| ↑ ITF 60K ↑ |                         |                         |                         |
| 2016        | Wang Qiang              | Liu Fangzhou            | 6–2, 6–2                |
| 2015        | Elizaveta Kulichkova    | Jeļena Ostapenko        | 6–1, 5–7, 7–5           |
| 2014        | Zarina Dijas            | Noppawan Lertcheewakarn | 6–1, 6–1                |
| 2013        | Varatchaya Wongteanchai | Nadežda Kičenok         | 6–2, 6–7(5–7), 7–6(7–5) |
| 2012        | Kimiko Date-Krumm       | Tímea Babos             | 6–3, 6–3                |
| 2011        | Jing-Jing Lu            | Stéphanie Foretz Gacon  | 3–6, 7–6(2), 6–3        |
| 2010        | Aleksandra Krunić       | Zhou Yimiao             | 6−3, 7−5                |
| ↑ ITF 50K ↑ |                         |                         |                         |
| 2009        | Sophie Ferguson         | Chan Yung-jan           | 6–3, 6–1                |
| ↑ ITF 25K ↑ |                         |                         |                         |

### Doppio
| Anno        | Vincitrici                       | Finaliste                              | Punteggio           |
| ----------- | -------------------------------- | -------------------------------------- | ------------------- |
| 2018        | Han Xinyun (3) Ye Qiuyu (2)      | Guo Hanyu Wang Xinyu                   | 7–6(3), 7–6(6)      |
| 2017        | Han Xinyun (2) Ye Qiuyu          | Hiroko Kuwata Zhu Lin                  | 6–3, 6–3            |
| ↑ ITF 60K ↑ |                                  |                                        |                     |
| 2016        | Shuko Aoyama Makoto Ninomiya (2) | Lu Jingjing Zhang Yuxuan               | 6–3, 6–0            |
| 2015        | Eri Hozumi Makoto Ninomiya       | Hiroko Kuwata Junri Namigata           | 6–3, 6(2)–7, [10–2] |
| 2014        | Chan Chin-wei Xu Yifan           | Sun Ziyue Xu Shilin                    | 7–6(7–4), 6–1       |
| 2013        | Iryna Burjačok Nadežda Kičenok   | Liang Chen Sun Shengnan                | 3–6, 6–3, [12–10]   |
| 2012        | Chan Hao-ching Rika Fujiwara     | Kimiko Date-Krumm Zhang Shuai          | 4–6, 6–4, [10–7]    |
| 2011        | Liu Wanting Sun Shengnan         | Julija Bejhel'zymer Oksana Kalašnikova | 6–3, 6–2            |
| 2010        | Liu Wanting Zhou Yimiao          | Julija Bejhel'zymer Yan Zi             | 6–1, 6–2            |
| ↑ ITF 50K ↑ |                                  |                                        |                     |
| 2009        | Han Xinyun Kao Shao-yuan         | Hao Jie Sun Tiantian                   | 1–6, 6–2, [10–6]    |
| ↑ ITF 25K ↑ |                                  |                                        |                     |